# Cal·lírroe (donzella calidònia)
Segons la mitologia grega, Cal·lírroe (en grec antic Καλλιρρόη) va ser una donzella calidònia que va donar nom a una font propera a Calidó.
Rebutjà les propostes de Corès, sacerdot de Dionís, i aquest demanà al déu que la castigués pel desaire. Dionís envià una passa de follia a Calidó, i els habitants van preguntar què havien de fer a l'oracle de Dodona, que declarà que el mal només cessaria si Cal·lírroe era sacrificada, o una altra persona en el seu lloc. Corès, que havia d'oficiar el sacrifici, no s'hi atreví, profundament enamorat, i es clavà ell mateix el ganivet. La noia, comprenent llavors l'amor de Corès, se suïcidà tot seguit a la vora de la font que des d'aquell moment portà el seu nom.